# Kanpjó
Kanpjó (japonsky かんぴょう nebo 干瓢, v češtině uváděno i anglickou transkripcí kanpyo) jsou sušené proužky tykve používané jako ingredience v japonské tradiční kuchyni.
Sušené proužky se vyrábí z plodů Lagenárie obecné, které se sklízejí v období od července do září. Tykve jsou následně nařezány na tenké proužky (cca 3 cm široké a 3 mm silné) a suší se na slunci nebo v sušičce. Sušené kanpyo se může následně buď vařit, nebo se různě nakládá a ochucuje. Běžně se používá při přípravě některých druhů suši nebo jako příloha do polévek.

## Galerie

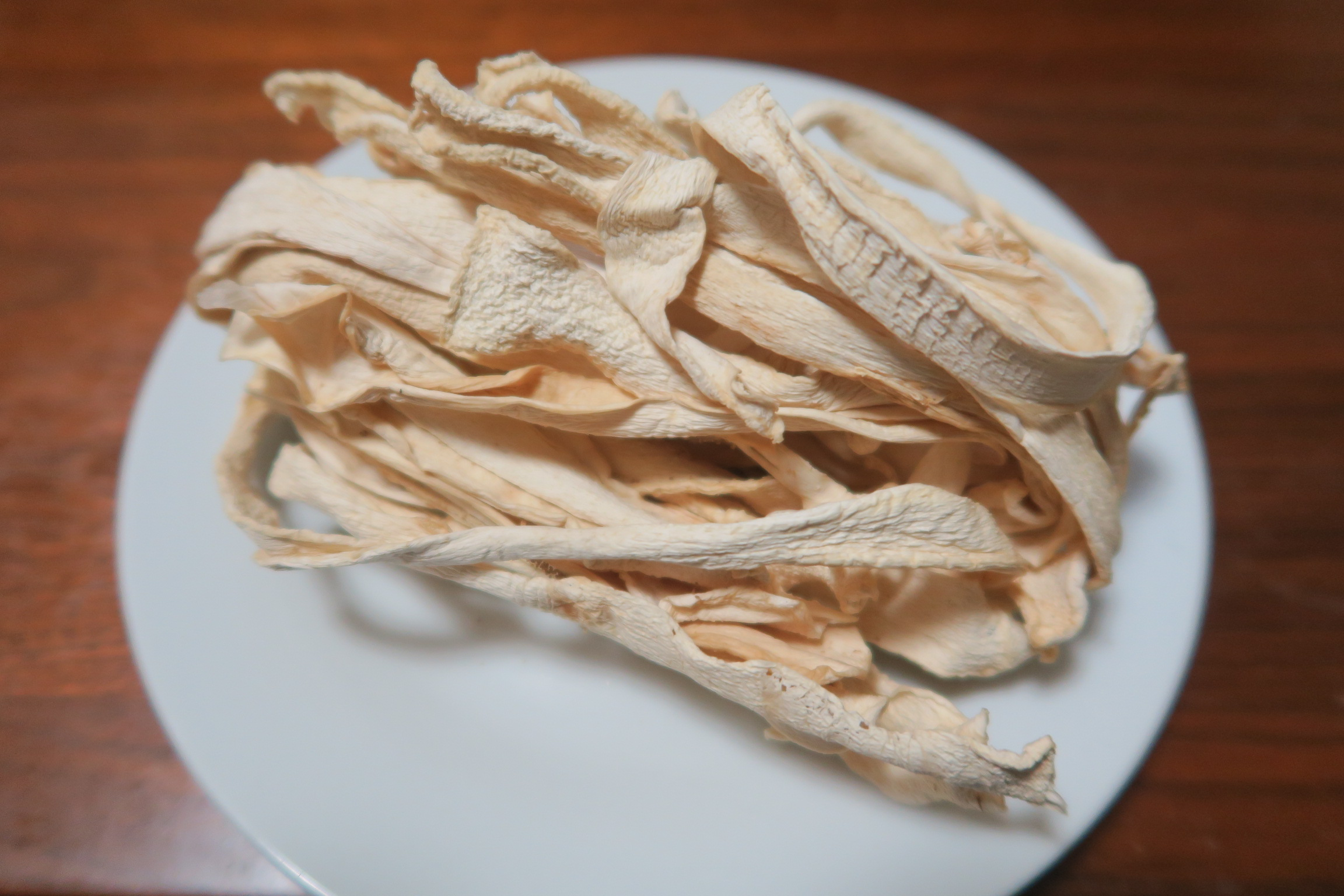
Sušené kanpjó.
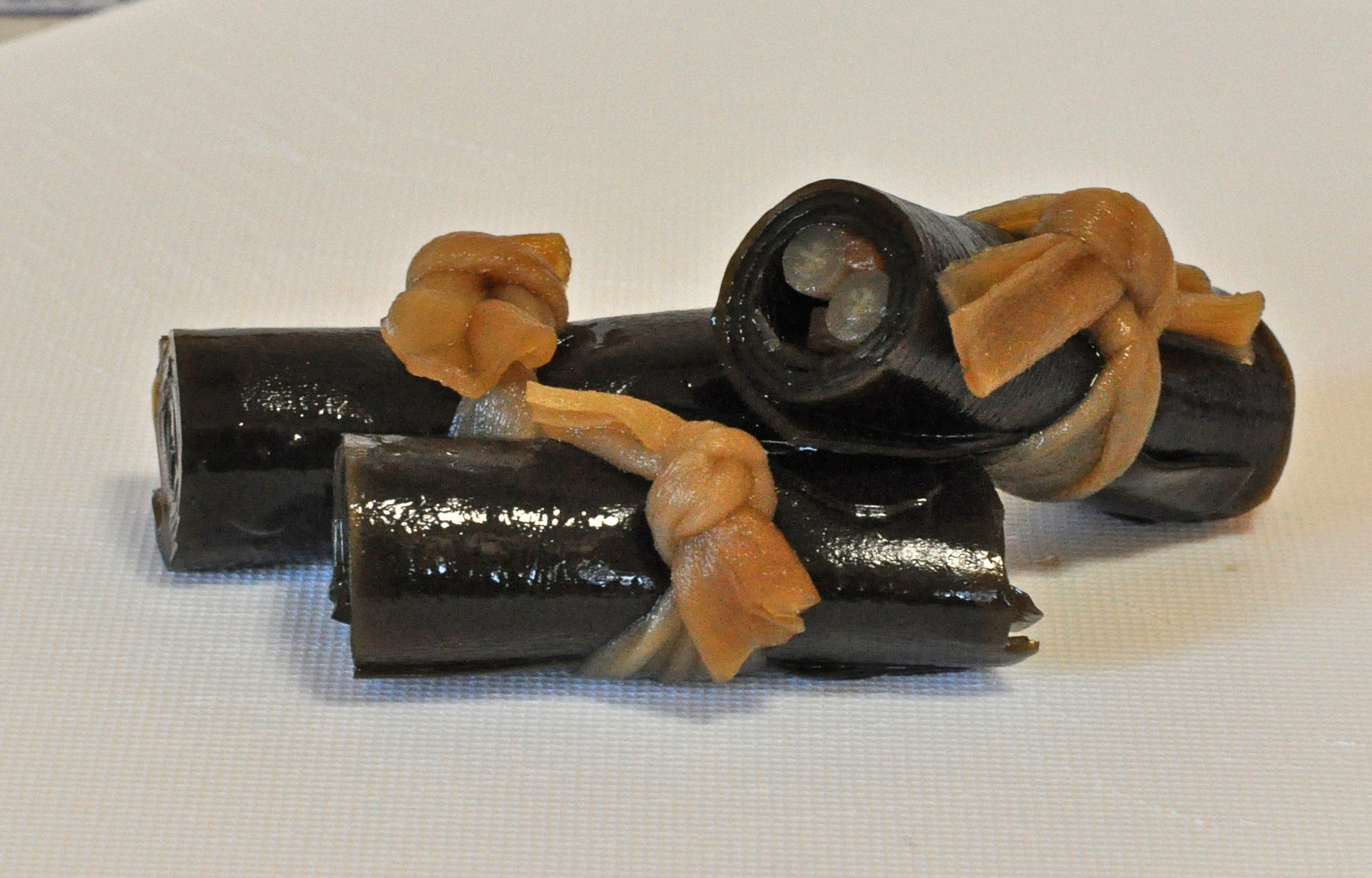
Suši (kobu-maki) svázané proužky kanpjó.
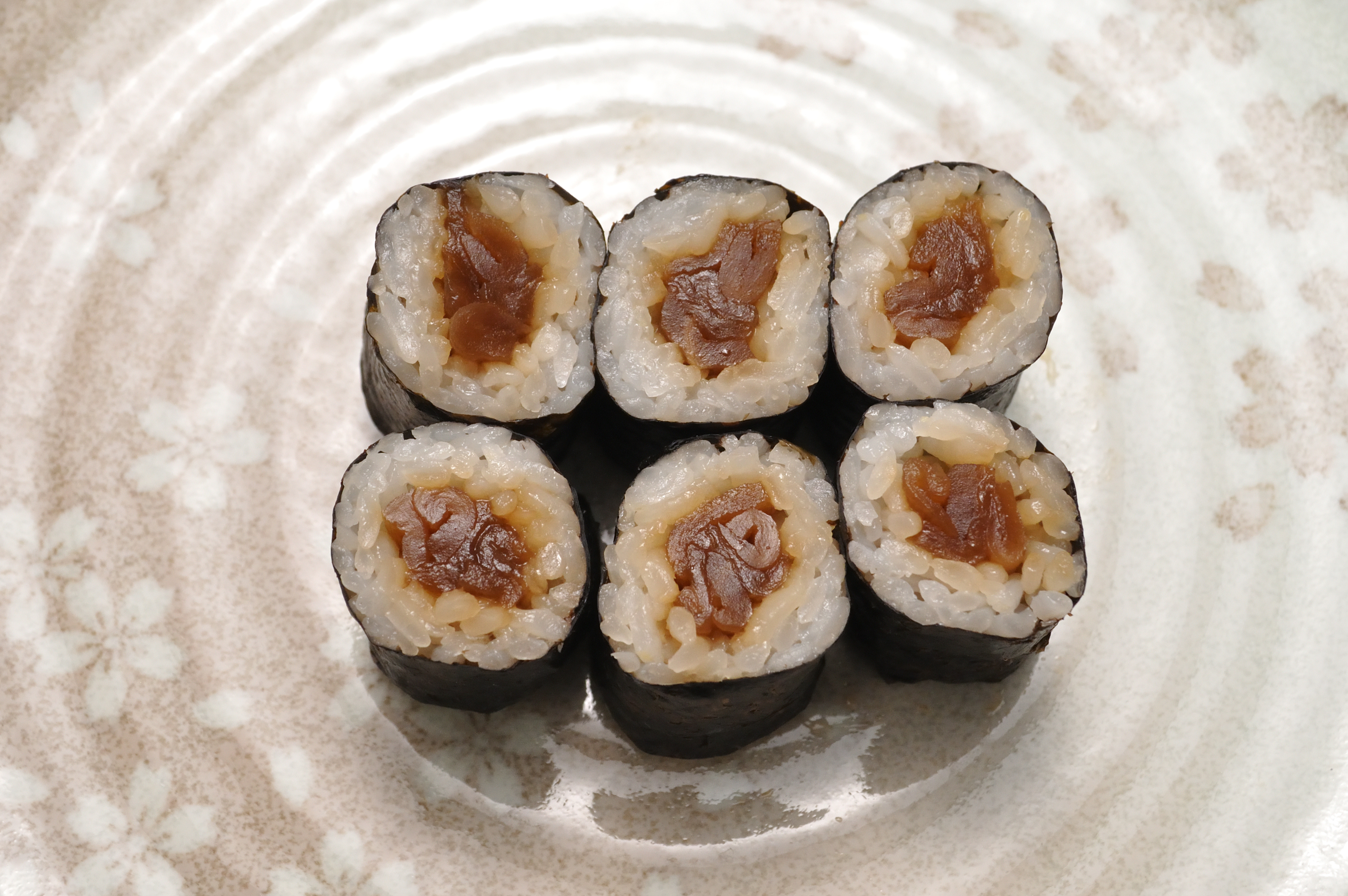
Kanpjó-maki suši
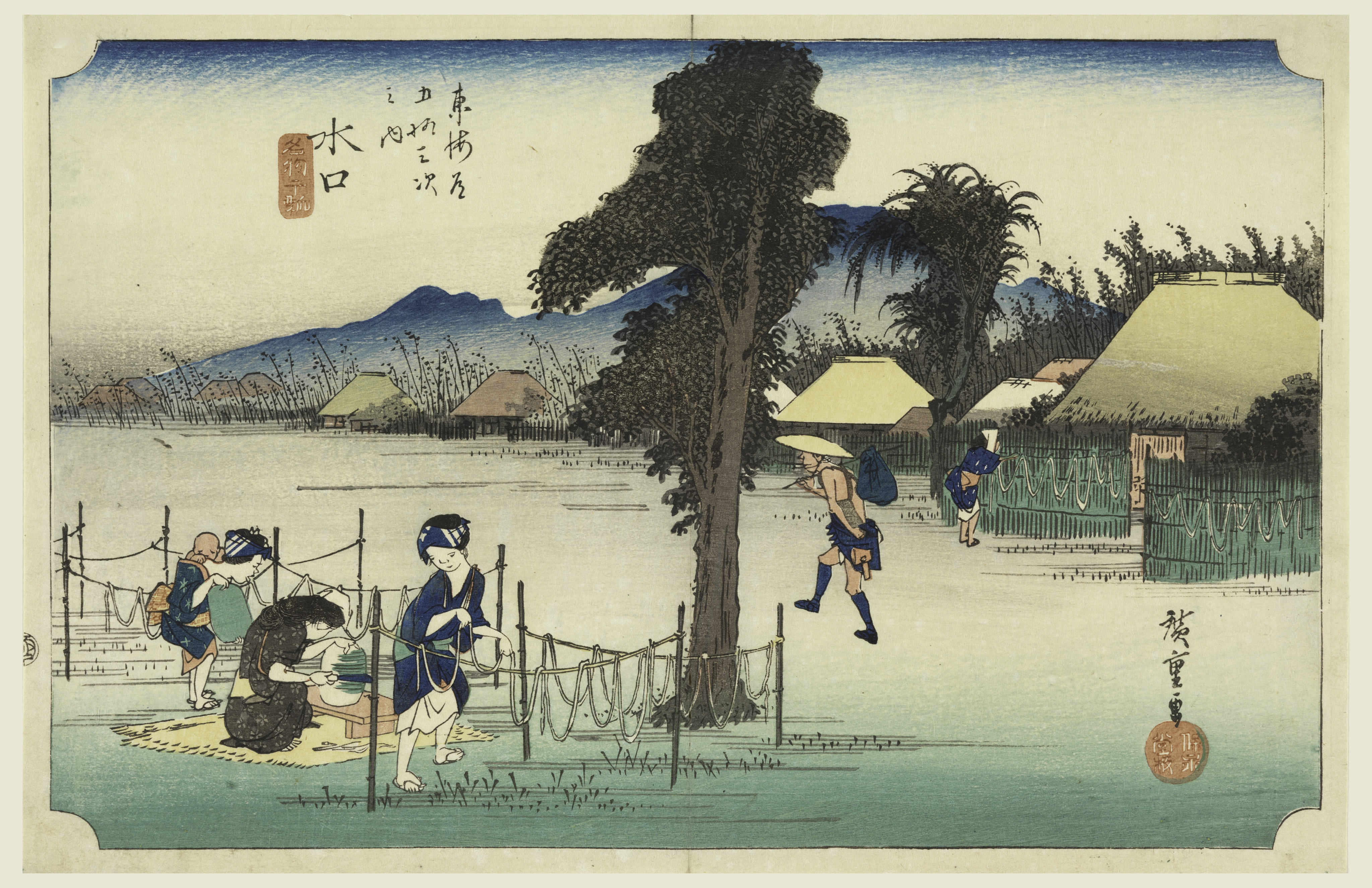
Sušení kanpjó na dřevorytu z 19. století (obrázek ze série Padesát tři stanic na cestě Tókaidó).